# AMC+
AMC+ é um serviço de streaming de vídeo sob demanda norte-americano pertencente a AMC Networks, lançado em junho de 2020. O serviço é um pacote premium que inclui feeds ao vivo e um catálogo com os programas das redes de televisão da empresa, juntamente com seu próprio conteúdo exclusivo. 

## História
AMC+ foi lançado pela primeira vez em junho de 2020 para clientes do Xfinity e incluía conteúdo que antes era exclusivo para assinantes do canal a cabo AMC por meio de seu aplicativo de streaming AMC Premiere.  Em 1 de outubro de 2020, o AMC+ foi lançado nos canais do Amazon Prime Video e Apple TV, tornando-se disponível para clientes do Dish Network e Sling TV.  
O ex-diretor executivo da  BBC America, Courtney Thomasma, foi nomeado gerente geral da AMC+ em 8 de abril de 2021. Thomasma se reporta a Miguel Penella, presidente de Subscription Video on Demand (SVOD) da AMC Networks. 

## Conteúdo
AMC+ apresenta principalmente conteúdo da AMC, BBC America, IFC, Sundance TV, Shudder, IFC Films Unlimited e Sundance Now. O serviço oferece acesso antecipado a séries originais (como a franquia de The Walking Dead da AMC), com novos episódios oferecidos uma semana antes de suas estréias na televisão a cabo.

## Disponibilidade e distribuição
AMC+ estava inicialmente disponível apenas nos Estados Unidos. Em 23 de novembro de 2020, o AMC+ foi lançado para Roku.  Em 6 de abril de 2021, o serviço tornou-se disponível no YouTube TV.
O serviço foi lançado no Canadá como um canal no Prime Video e Apple TV em agosto de 2021, antes da estreia da décima primeira temporada de The Walking Dead. Alguns conteúdos do serviço dos EUA não está disponível no Canadá devido a direitos de programação variáveis.

## Recepção
Stephen Silver, da Make Use Of, observou a "quantidade impressionante de conteúdo em oferta do AMC+" e sua "combinação vencedora de programas que você conhece, novos para descobrir e uma grande biblioteca de filmes". 